# روبي كاد
روبي كاد  (بالإنجليزية: Robbie Cadee)‏ مواليد 27 أغسطس 1950، هو لاعب كرة سلة أسترالي سابق.

## روابط خارجية
- روبي كاد على موقع الاتحاد الدولي لكرة السلة (الإنجليزية)
- روبي كاد على موقع سبورتس رفرنس (الإنجليزية)
- روبي كاد على موقع أوليمبيديا (الإنجليزية)
- روبي كاد على موقع اللجنة الأولمبية الأسترالية (الإنجليزية)